# Is-Swieqi
Is-Swieqi (engelska: Swieqi) är en ort och kommun i republiken Malta. Den ligger på ön Malta, 5 kilometer nordväst om huvudstaden Valletta.